# Air Cairo
Air Cairo ist eine ägyptische Fluggesellschaft mit Sitz in Kairo und Basis auf dem Flughafen Kairo-International. Sie entstand im August 2003 und verwendet den Namen der ersten Air Cairo, die gleichzeitig zur Cairo Aviation umfirmiert wurde.

## Geschichte

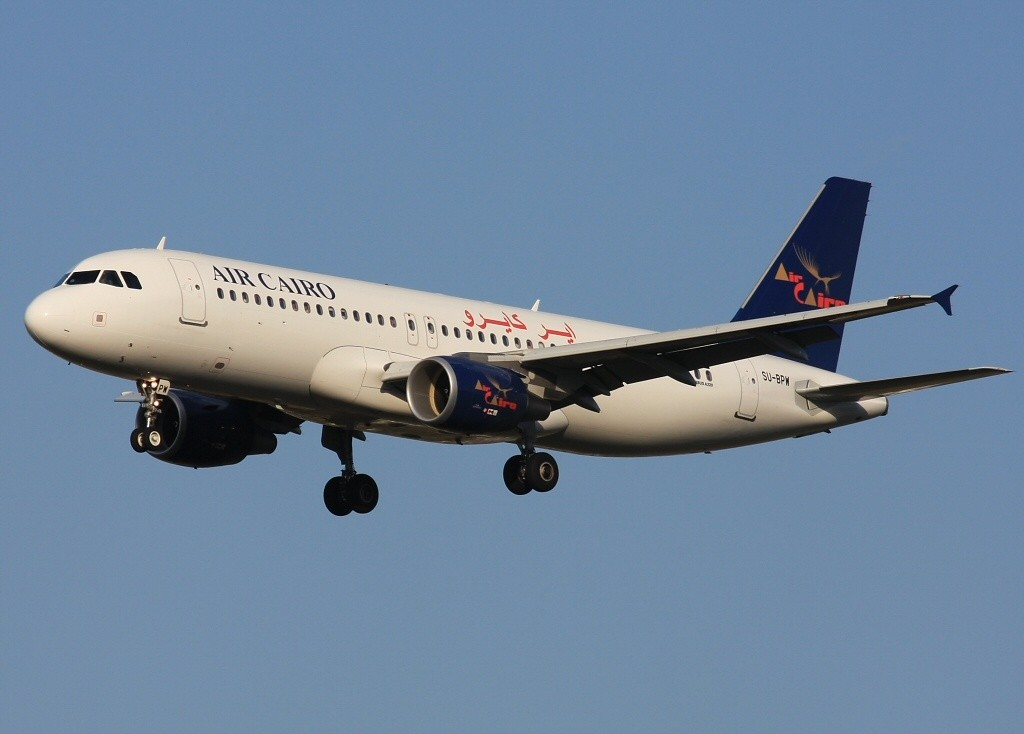
Airbus A320-200 der Air Cairo in einer früheren Bemalung

Im Jahr 1997 gründete der ägyptische Unternehmer Ibrahim Kamil die Fluggesellschaft Air Cairo, die ihren Betrieb im November 1998 mit zwei Tupolew Tu-204 aufnahm. Die Gesellschaft führte Frachtflüge sowie Passagierbeförderungen auf Ad-hoc-Charterbasis durch und setzte daneben ihre Maschinen im Wetlease für das Logistikunternehmen TNT Express ein.
Als die Charterfluggesellschaft Shorouk Air, die zu 51 % der Egypt Air gehörte, ihren Flugbetrieb im Jahr 2003 einstellte, entstanden freie Kapazitäten im ägyptischen IT-Charterverkehr. Ibrahim Kamil nutzte diese Gelegenheit zur Gründung einer neuen Fluggesellschaft, die primär im IT-Charterbereich tätig werden sollte. Er konnte Egypt Air und die Banque du Caire als Geschäftspartner gewinnen, die 40 % beziehungsweise 20 % der Gesellschaftsanteile übernahmen. Die neue Gesellschaft wurde im August 2003 mit einem Startkapital von 100 Millionen ägyptischen Pfund gegründet. Ibrahim Kamil übertrug dabei den Namen seiner bisherigen Fluggesellschaft auf das neue Unternehmen. Die ursprüngliche Air Cairo erhielt gleichzeitig den Namen Cairo Aviation.
Am 5. Dezember 2018 wurde Air Cairo die Lizenz zum Einfliegen nach Deutschland durch das Luftfahrt-Bundesamt entzogen, nachdem das Unternehmen gegen Sicherheitsauflagen hinsichtlich der Catering-Beladung verstoßen hatte. Als Reaktion auf den Lizenzentzug, der zu diesem Zeitpunkt bis April 2019 andauern sollte, kündigten TUI- und die Thomas-Cook-Gruppe an, in Zukunft nicht länger auf Charterflüge der Air Cairo zurückgreifen zu wollen. Das Einflugverbot wurde am 21. Dezember 2018 wieder aufgehoben.
Im April 2021 erhielt Air Cairo ihren ersten Airbus A320neo. Im Juli 2022 wurde die erste ATR 72-600 übernommen, es handelte sich um das erste Turbopropflugzeug der Fluggesellschaft. Im Dezember 2022 wurden drei Embraer 190 eingeflottet, es handelte sich um die letzten gebauten Flugzeuge dieses Typs.

## Flugziele
Das Geschäftsfeld umfasst neben Charterflügen auch Flüge nach Europa, Afrika und Asien. Im deutschsprachigen Raum werden Berlin, Düsseldorf, Dresden, Erfurt/Weimar,Frankfurt am Main, Hamburg, Hannover, Köln/Bonn, Leipzig, München, Nürnberg, Münster/Osnabrück, Paderborn und Stuttgart in Deutschland, Wien in Österreich sowie Basel und Zürich in der Schweiz angeflogen.

## Flotte

### Aktuelle Flotte
Mit Stand Dezember 2024 besteht die Flotte der Air Cairo aus 37 Flugzeugen mit einem Durchschnittsalter von 7,0 Jahren.
| Flugzeugtyp     | Anzahl | bestellt | Anmerkungen  |
| --------------- | ------ | -------- | ------------ |
| ATR 72          | 06     |          | drei inaktiv |
| Airbus A320-200 | 10     |          | drei inaktiv |
| Airbus A320neo  | 18     |          |              |
| Embraer 190     | 03     |          |              |
| Gesamt          | 37     | -        |              |

### Ehemalige Flugzeugtypen
In der Vergangenheit setzte Air Cairo bereits folgenden Flugzeugtypen ein:
- Airbus A321-200[9]